# Marvin Plattenhardt
Marvin Plattenhardt (født 26. januar 1992) er en tysk tidligere professionel fodboldspiller, som spillede som venstre-back i sin karriere. Han er bedst kendt for sin tid hos Hertha BSC, hvor han tilbragte ni år.

## Klubkarriere

### 1. FC Nürnberg
Plattenhardt begyndte sin karriere hos 1. FC Nürnberg. Han spillede hovedsageligt for reserveholdet, før han i 2012-13 sæsonen havde sit gennembrud på førsteholdet, og herefter etablerede sig som fast mand.

### Hertha BSC
Plattenhardt skiftede i sommeren 2014 til Hertha BSC. Han etablerede sig med det samme som en fast spiller på holdet.
Han scorede det vindene mål i nedrykningskampen imod Hamburger SV i 2022, og reddet hermed holdet fra nedrykning. Han blev i juli 2022 udpeget som klubbens nye anfører, efter at Dedryck Boyata havde forladt klubben.
Plattenhardt forlod Hertha i sommeren 2023 efter ni sæsoner da hans kontrakt udløb. Efter mere end et år uden en klub, så annoncerede han i september 2024, at han stoppede spillerkarrieren.

## Landsholdskarriere

### Ungdomslandshold
Plattenhardt har repræsenteret Tyskland på flere ungdomsniveauer. Han var del af Tysklands U/17-trup som vandt U/17 Europamesterskabet i 2009.

### Seniorlandshold
Plattenhardt debuterede for Tysklands landshold den 6. juni 2017 i en venskabskamp mod Danmark. Han var en del af det tyske hold, der vandt guld ved Confederations Cup 2017 i Rusland, og var også med i truppen til VM 2018 samme sted.

## Titler
Tyskland U/17
- U/17 Europamesterskabet: 1 (2009)

Tyskland
- Confederations Cup: 1 (2017)